# Kekec na volčji sledi
Kekec na volčji sledi je druga slovenska planinska pripovedka o Kekcu iz leta 1922, ki jo je napisal Josip Vandot. Ni izšla naenkrat, ampak v dvanajstih nadaljevanjih, prvič kot priloga mladinskega lista Zvonček (letnik23#1). Pisatelj je to pripovedko posvetil Stani Rivosechi, svoji mali hrvatski prijateljici. 

## Izid po delih
| Del      | Izid po delih     | Strani | Številka     |        |
| -------- | ----------------- | ------ | ------------ | ------ |
| I        | 1. januar 1922    | 10     | letnik23#1   | [ 2 ]  |
| II       | 1. februar 1922   | 10     | letnik23#2   | [ 3 ]  |
| III      | 1. marec 1922     | 10     | letnik23#3   | [ 4 ]  |
| IV       | 1. april 1922     | 10     | letnik23#4   | [ 5 ]  |
| V        | 1. maj 1922       | 10     | letnik23#5   | [ 6 ]  |
| VI       | 1. junij 1922     | 10     | letnik23#6   | [ 7 ]  |
| VII VIII | 1. julij 1922     | 10 11  | letnik23#7/8 | [ 8 ]  |
| IX       | 1. september 1922 | 10     | letnik23#9   | [ 9 ]  |
| X        | 1. oktober 1922   | 6      | letnik23#10  | [ 10 ] |
| XI       | 1. november 1922  | 10     | letnik23#11  | [ 11 ] |
| XII      | 1. december 1922  | 10     | letnik23#12  | [ 12 ] |

## Filmska upodobitev
Leta 1963 je bil po tej drugi planinski pripovedki o Kekcu, posnet sploh prvi slovenski barvni celovečerec Srečno, Kekec!, ki ga je režiral Jože Gale. To je bil njegov drugi film o Kekcu in edini film doslej v katerem nastopa lik teta Pehta (Ruša Bojc). Scenarij po tej pripovedki za ta film je napisal Ivan Ribič.